# 타이타닉호의 비극
타이타닉호의 비극(A Night To Remember)은 영국에서 제작된 로이 워드 베이커 감독의 1958년 액션, 드라마 영화이다. 케네스 모어 등이 주연으로 출연하였다.

## 출연

### 주연
- 케네스 모어

### 조연
- 로널드 알렌
- 로버트 에이리스
- 호노 블래크먼
- 안소니 버쉘
- 존 케어니
- 질 딕슨

## 같이 보기
- 시대극